# Congresso universale di esperanto del 1905
Il Congresso universale di esperanto del 1905, il primo in assoluto, si svolse dal 7 al 12 agosto 1905 a Boulogne-sur-Mer, in Francia.

## Eventi prodromici al congresso
In verità, già l'anno precedente, a Calais, si era svolto un incontro non ufficiale di esperantisti.
Il congresso fu inoltre preceduto, pochi giorni prima, da alcuni convegni che ebbero luogo a Parigi, iniziati con una visita inattesa all'Università della Sorbona da parte dei coniugi Zamenhof; a tali convegni già parteciparono alcuni esperantisti stranieri. A Zamenhof fu consegnato in quei giorni un premio riservato agli studenti più meritevoli, e alcuni congressisti furono ricevuti nel palazzo municipale.

## Partecipanti
Al congresso parteciparono 688 esperantisti, di 20 nazionalità differenti. Vi partecipò lo stesso iniziatore della lingua esperanto, Ludwik Lejzer Zamenhof.
Il comitato organizzativo fu guidato da Émile Boirac; il segretario fu Paul Boulet
Come rappresentanti dell'Italia ci furono Daniele Marignoni considerato il primo esperantista italiano, Raffaele Bagnulo e quattro stranieri residenti in Italia, Clarence Bicknell, Albert Gallois, Rosa Junck, e Gaspard Blanc.

## Attività

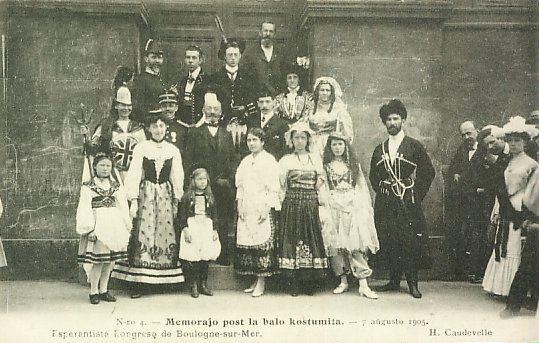
Alcuni partecipanti del congresso, rappresentati in occasione della danza in maschera in una cartolina dell'epoca. Lo stesso Zamenhof è visibile fra gli altri partecipanti.

Durante il congresso furono risolte numerose questioni relative alla lingua internazionale, e fu adottata, in particolare, la Dichiarazione di Boulogne, proposta da Zamenhof e approvata dai partecipanti con votazione pubblica. Il 9 agosto furono inoltre approvati il Fundamento de Esperanto (opera fondamentale che definisce le 16 regole base della grammatica dell'esperanto), l'organizzazione del Lingva Komitato (l'attuale Akademio de Esperanto, organo preposto al mantenimento dell'integrità linguistica dell'esperanto), e la bandiera dell'esperanto.
Durante il congresso ebbero inoltre luogo un'escursione a Wimereux; un grande concerto serale; una rappresentazione de Il matrimonio forzato di Molière, cui parteciparono attori di sette diverse nazionalità; un ballo in costume, con danze nazionali.

### Interventi notevoli
Durante il suo discorso al congresso, Zamenhof declamò per la prima volta la Preĝo sub la verda standardo.
Fra gli altri interventi, si segnalano un discorso di Edmond Privat sulla promozione dell'esperanto fra i giovani e una conferenza di Émile Boirac sulle vie più adatte da percorrere per favorire l'introduzione dell'esperanto come materia di studio nelle scuole pubbliche.

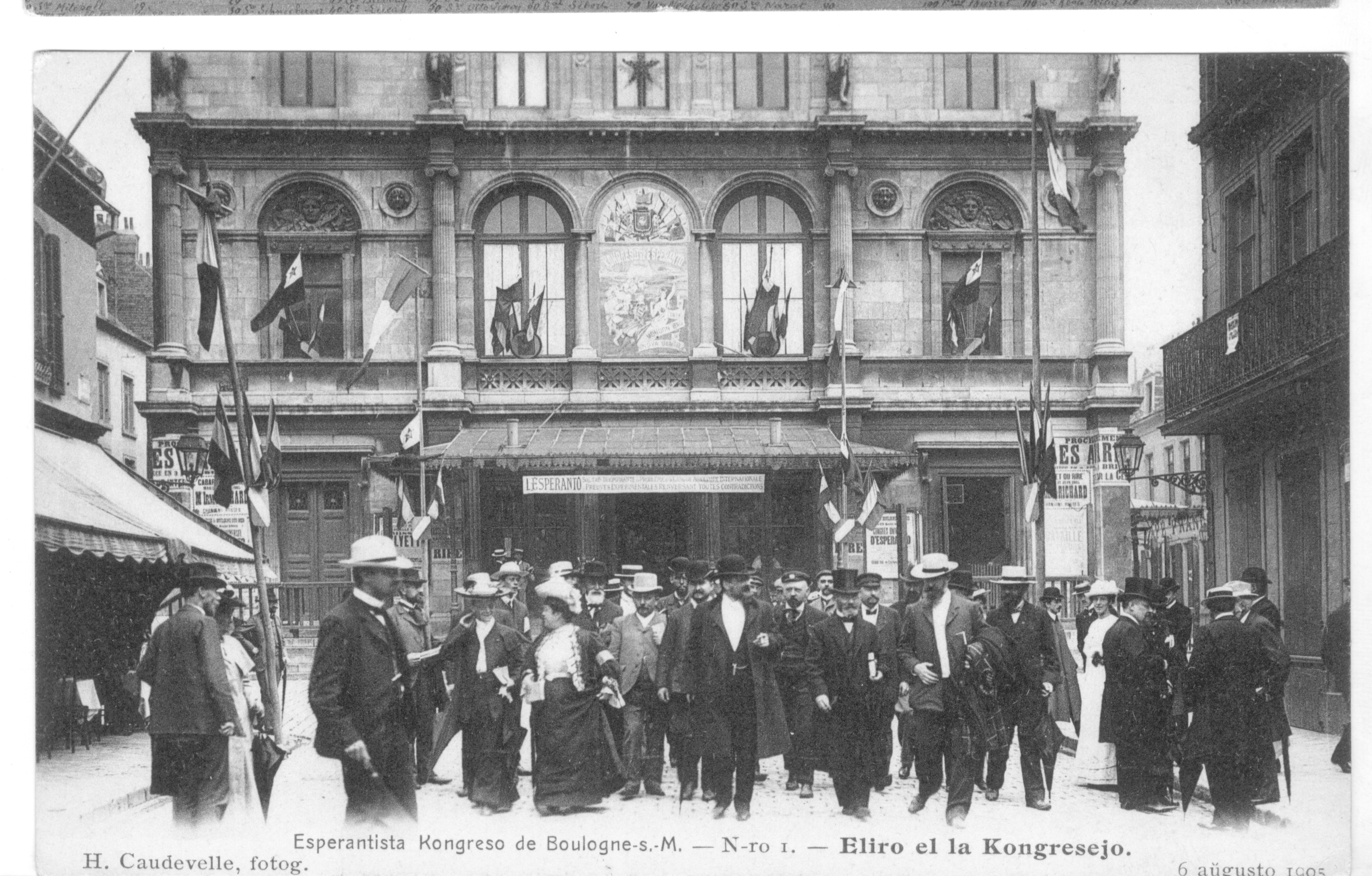
L'uscita dei partecipanti dalla sede del congresso.
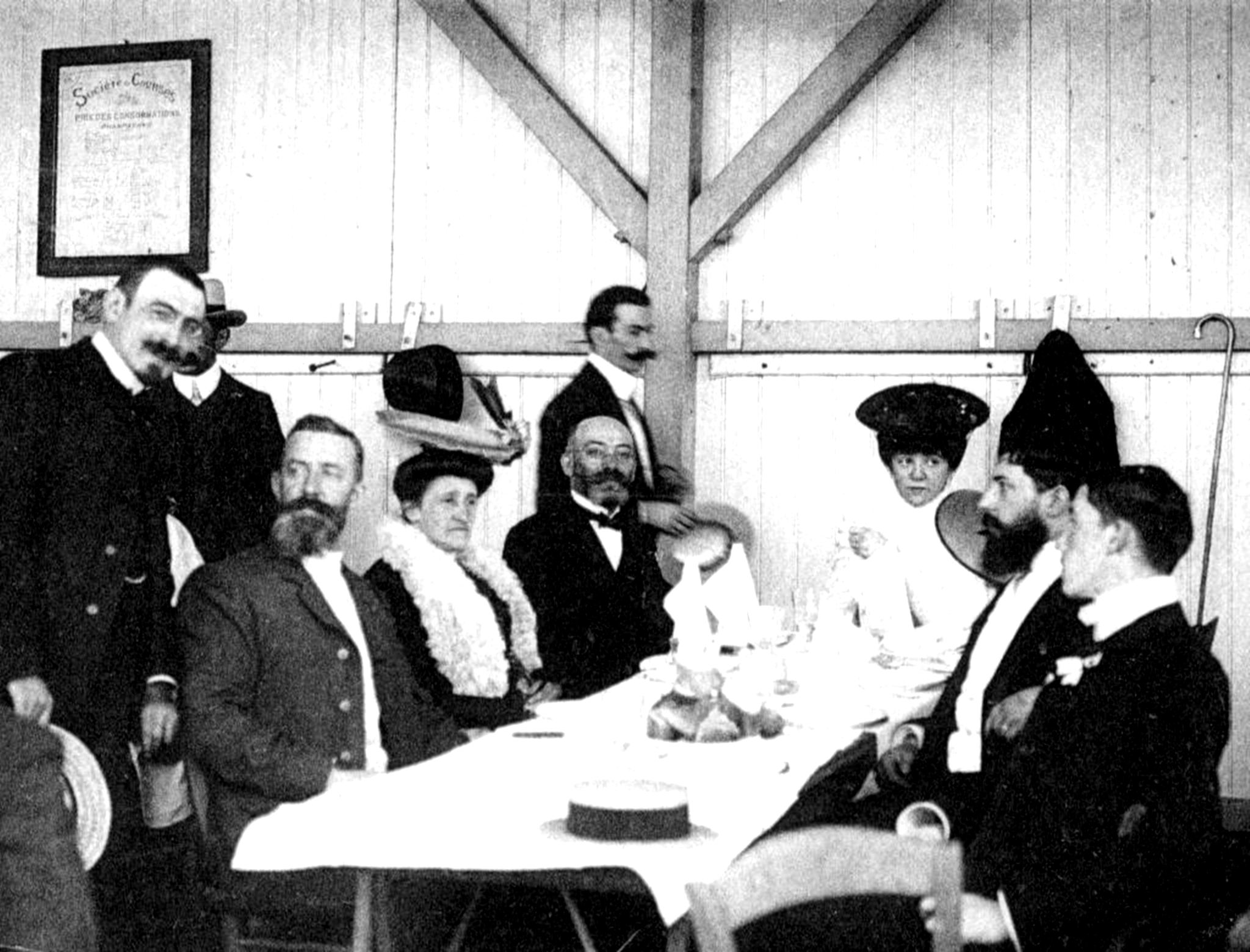
La famiglia Zamenhof e la famiglia Michaux.